# Ren Rong
Pour les articles homonymes, voir Rong.
Ren Rong (né en septembre 1917 à Guangyuan dans le Cangxi et mort le 16 juin 2017) est un homme politique et militaire chinois Han, originaire du Sichuan, nommé secrétaire du Parti communiste chinois au Tibet, le poste politique le plus important de la région autonome du Tibet.

## Biographie

### Révolution culturelle
Selon Tsering Woeser, pendant la révolution culturelle Ren Rong était le commandant en chef du secteur militaire tibétain et le directeur du Comité révolutionnaire.
Il soutenait la faction des gardes rouges du « Commandement de l'union » contre celle des « Rebelles ». Le 7 avril 1971, Zhang Guohua est destitué de son poste de directeur du Comité révolutionnaire, de celui de chef d'équipe de la direction du parti et de celui de commandant en chef du secteur militaire tibétain. C'est Ren Rong qui assure la suppléance aux deux premiers postes. Le comité central nomma Chen Yiming au poste de commandant en chef du secteur militaire tibétain.

### Destitution
En 1980, Hu Yaobang mena une tournée d'inspection au Tibet puis limogea Ren Rong.
Cependant, le parti communiste chinois n'a jamais reconnu l'initiative de Hu, qui a ensuite été inversée puisque Rong semble faire un retour en grâce.

### Poursuites pour génocide
Ren Rong est l'un des sept co-accusés en Espagne dans une procédure qui vise leurs agissements au Tibet. Les individus sont accusés de génocide, de crimes contre l'humanité, de torture et de terrorisme d'État.